# Gwardyjski batalion ROA
Gwardyjski batalion ROA (ros. Гвардейский батальон РОА) – ochotnicza kolaboracyjna jednostka wojskowa Rosyjskiej Armii Wyzwoleńczej (ROA) podczas II wojny światowej.

## Geneza
Po powołaniu Rosyjskiej Armii Wyzwoleńczej, na czele której stanął gen. Andriej A. Własow, postanowiono, że pierwsza jednostka wojskowa ROA zostanie sformowana na bazie 1 Rosyjskiej Brygady Narodowej SS pod dowództwem ppłk Władymira W. Gila-Rodionowa. W tym celu gen. A. A. Własow nawiązał kontakt z kierownictwem SD, któremu podlegała Brygada i jej dowództwem. Jednakże rozmowy prowadzone między przedstawicielami gen. A. A. Własowa, płk. S. I. Iwanowem i płk. Gieorgijem N. Żylenkowem a ppłk. W. W. Gil-Rodionem zakończyły się niepowodzeniem. Oficerowie ROA chcieli, aby Brygada została rozformowana, a jej oficerowie i szeregowi żołnierze pojedynczo wstępowali do planowanej jednostki, zaś dowódca 1 Rosyjskiej Brygady Narodowej SS optował za zachowaniem jej w pełnym składzie, a jedynie zmianą nazwy. Ostatecznie z Brygady został wydzielony batalion szkoleniowy i oddział propagandowy, na bazie których zdecydowano się sformować jednostkę gwardyjską ROA w sile brygady piechoty.

## Batalion gwardyjski ROA
Formowanie brygady gwardyjskiej ROA rozpoczęło się w maju 1943 r. we Wrocławiu. Następnie utworzone pododdziały zostały przeniesione do wsi Striemutka, 15 km od Pskowa. Do lata 1943 r. udało się jednak sformować jedynie jeden batalion strzelecki, kompanię gospodarczą, zapasową kompanię oficerską i oddział propagandowy; ogółem ok. 650 ludzi. Na ich czele stanął płk S. I. Iwanow, funkcję jego zastępcy objął płk Igor K. Sacharow, zaś szefa sztabu – płk Konstantin G. Kromiadi. Przedstawicielem gen. A. A. Własowa przy dowództwie został płk G. N. Żylenkow. Pod względem organizacyjnym jednostka podlegała SD, której oficerem łącznikowym przy jej dowództwie był SS-Sturmbannführer Heinze.
22 czerwca 1943 r. wydzielona kompania batalionu przemaszerowała w defiladzie w Pskowie pod rosyjskim przedrewolucyjnym sztandarem. Do końca lata Batalion Gwardyjski trzy razy brał udział w niemieckich operacjach antypartyzanckich. W sierpniu płk S. I. Iwanow i płk K. G. Kromiadi zostali wezwani do Berlina, zaś nowym dowódcą jednostki został bałtycki Niemiec kpt. Grigorij P. Lamsdorf. W listopadzie doszło do ucieczki do partyzantów 150 Rosjan. W tej sytuacji Niemcy rozbroili batalion i pozostałe oddziały, a następnie je rozwiązali. Pewna liczba żołnierzy weszła później w skład formowanej na obszarze Prus Wschodnich jednostki lotniczej.